# 波津 (岡垣町)

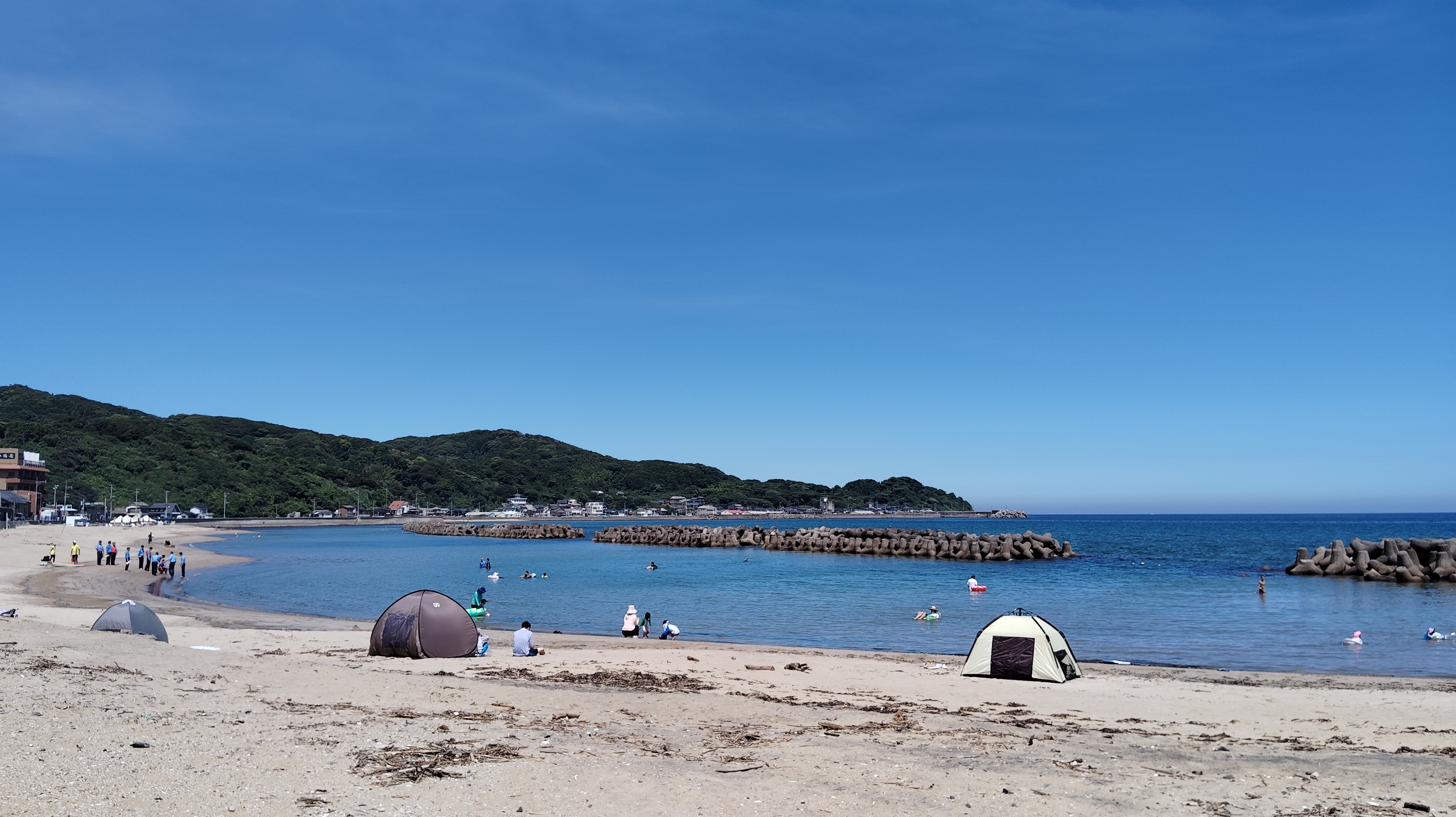
波津海水浴場

波津（はつ）は、福岡県遠賀郡岡垣町にある大字。

## 概要
岡垣町の北西端に位置する地域で、岡垣町の中心部の海老津からは北北西に約9kmの位置にある。北側・東側は響灘に面しており海水浴・釣りなどのマリンレジャーが盛んに行われている。海岸沿いに県道300号線が通っており、県道300号線の歩道（自転車道）部分は遠賀宗像自転車道となっている。東側には波津漁港があり、漁港の周辺には住宅が多い。内陸部にも小集落がある。
南・南東には大字原が隣接する。原地域の海沿いは「波津海岸」と呼ばれており海水浴場や旅館などがある。原地域は波津と同様に県道300・301号線が通るほか、南端をかすめるように国道495号線に面する。
宗像市の鐘崎とは黒崎鼻を挟んで約3kmと至近距離にあることから繋がりは強いが、直通する公共交通機関はない。

## 歴史
- 古代は、宗像市旧玄海町北部とともに宗像郡海部郷（あまのさと）を形成していた。

## 交通
最寄り駅はJR九州鹿児島本線海老津駅だが、約9km離れているため海老津駅からだと徒歩圏内ではない。
海老津駅より西鉄バス（西鉄バス宗像）とコミュニティバスが概ね1時間に1,2本運行されている。かつては宗像方面へ直通する路線バスが海岸線ルートで鐘崎方面、海老津駅経由で赤間方面まで運行されていたが、前者は1980年代、後者は2000年代中期に廃止されている。